# Chelaethiops
Chelaethiops és un gènere de peixos de la família dels ciprínids i de l'ordre dels cipriniformes.

## Taxonomia
- Chelaethiops bibie (Joannis, 1835)
- Chelaethiops congicus (Nichols & Griscom, 1917)
- Chelaethiops elongatus (Boulenger, 1899)
- Chelaethiops minutus (Boulenger, 1906)
- Chelaethiops rukwaensis (Ricardo, 1939)[2][3][4][5][6][7][8]